# Senecioneae
Senecioneae, najveći tribus (pleme) u porodici glavočika, pripada potporodici glavočika cjevnjača (Asteroideae).

## Opis
Senecioneae su pleme blisko povezanih rodova koji se mogu najlakše prepoznati po prirodi papusa i ovojnih brakteja ili filarija. Filari su u osnovi u jednom dobro razvijenom, često djelomično ili potpuno spojenom nizu jednake duljine koji tijesno obavija glavu. Često postoji nekoliko, mnogo manjih i uglavnom nasumično raspoređenih brakteja s nekrotičnim vrhovima u blizini baze glavnog niza. Papus se sastoji od finih, mekih, često čistih bijelih kapilarnih dlačica. Glave mogu biti diskoidne ili zrakaste.
Senecioneae je najveće pleme Asteraceae, koje se sastoji od oko 150 rodova i 3000 vrsta. Otprilike jedna trećina njegovih vrsta smještena je u Senecio, što ga čini jednim od najvećih rodova cvjetnica. Unatoč znatnim naporima da se klasificiraju i razumiju zapanjujuća morfološka raznolikost kod Senecioneae, malo se zna o njegovim međugeneričkim odnosima. Ovaj nedostatak filogenetskog razumijevanja uglavnom je uzrokovan proturječnim tragovima iz morfoloških karakteristika, velikom veličinom plemena i nedostatkom dobrog razgraničenja Senecija. Filogenetske analize podataka o nrITS i plastidnoj DNA sekvenci korištene su za izradu hipoteze o evolucijskim odnosima u Senecioneae i novom, monofiletskom, razgraničenju Senecia. Rezultati odvojenih i kombiniranih filogenetskih analiza dva skupa podataka uspoređeni su s prethodnim taksonomskim tretmanima, morfološkim i kariološkim podacima i biogeografskim uzorcima. Ove studije pokazuju da se podplemensko razgraničenje Senecioneae treba revidirati kako bi odražavalo isključivo monofiletska podplemena. To bi uključivalo ukidanje podplemena Adenostylinae, Blennospermatinae i Tephroseridinae i priznavanje podplemena Abrotanellinae, Othonninae i Senecioninae. Štoviše, Tussilagininae će možda trebati podijeliti u tri ili četiri podplemena: Brachyglottidinae, Chersodominae, Tussilagininae i možda Doronicinae. Na međugeneričkoj razini, te filogenije daju nove uvide u evolucijske odnose, što rezultira prvom aproksimacijom sveobuhvatne filogenije za pleme. Većina vrsta koje su trenutno pripisane Seneciu čine klasu s dobrom potporom. Stoga se predlaže novo razgraničenje Senecija, koje uključuje prijenos vrsta Aetheolaena, Culcitium, Hasteola, Iocenes, Lasiocephalus i Robinsonia u Senecio i uklanjanje nekoliko Senecio skupina koje su samo daleko povezane s jezgrom Senecia. Analize optimizacije područja ukazuju na snažan afrički utjecaj kroz evolucijsku povijest Senecioneae, pretežno u podplemenima Senecioninae i Othonninae.

## Podtribusi i rodovi
1. Tribus Senecioneae Cass.
  1. Subtribus Abrotanellinae H. Rob., G. D. Carr, R. M. King & A. M. Powell
    1. Abrotanella Cass. (21 spp.)

  2. Subtribus Tussilagininae Dumort.
    1. Tussilago L. (1 sp.)
    2. Petasites L. (18 spp.)
    3. Homogyne Cass. (3 spp.)
    4. Endocellion Turcz. ex Herder (2 spp.)
    5. Crocidium Hook. (1 sp.)
    6. Blennosperma Less. (3 spp.)
    7. Ischnea F. Muell. (4 spp.)
    8. Tetradymia DC. (10 spp.)
    9. Lepidospartum (A. Gray) A. Gray (3 spp.)
    10. Hoehnephytum Cabrera (3 spp.)
    11. Luina Benth. (2 spp.)
    12. Cacaliopsis A. Gray (1 sp.)
    13. Rainiera Greene (1 sp.)
    14. Aequatorium B. Nord. (13 spp.)
    15. Paragynoxys (Cuatrec.) Cuatrec. (13 spp.)
    16. Gynoxys Cass. (116 spp.)
    17. Nordenstamia Lundin (17 spp.)
    18. Paracalia Cuatrec. (3 spp.)
    19. Angeldiazia M. O. Dillon & Zapata (1 sp.)
    20. Robinsonecio T. M. Barkley & Janovec (2 spp.)
    21. Roldana La Llave (65 spp.)
    22. Mixtecalia Redonda-Mart., García-Mend. & D.Sandoval (1 sp.)
    23. Telanthophora H. Rob. & Brettell (12 spp.)
    24. Villasenoria B. L. Clark (1 sp.)
    25. Pittocaulon H. Rob. & Brettell (5 spp.)
    26. Psacaliopsis H. Rob. & Brettell (5 spp.)
    27. Psacalium Cass. (52 spp.)
    28. Pippenalia McVaugh (1 sp.)
    29. Digitacalia Pippen (5 spp.)
    30. Yermo Dorn (1 sp.)
    31. Barkleyanthus H. Rob. & Brettell (1 sp.)
    32. Arnoglossum Raf. (9 spp.)
    33. Rugelia Shuttlew. ex Chapm. (1 sp.)
    34. Nelsonianthus H. Rob. & Brettell (2 spp.)
    35. Miricacalia Kitam. (1 sp.)
    36. Parasenecio W. W. Sm. & Small (70 spp.)
    37. Taimingasa (Kitam.) C. Ren & Q. E. Yang (3 spp.)
    38. Japonicalia C. Ren & Q. E. Yang (3 spp.)
    39. Tephroseris Rchb. (47 spp.)
    40. Nemosenecio (Kitam.) B. Nord. (6 spp.)
    41. Sinosenecio B. Nord. (45 spp.)
    42. Hainanecio Y. Liu & Q. E. Yang (1 sp.)
    43. Vickifunkia C.Ren, L.Wang, I.D.Illar. & Q.E.Yang (10 spp.)
    44. Ligularia Cass. (145 spp.)
    45. Dicercoclados C. Jeffrey & Y. L. Chen (1 sp.)
    46. Cremanthodium Benth. (77 spp.)
    47. Ligulariopsis Y. L. Chen (1 sp.)
    48. Farfugium Lindl. (2 spp.)
    49. Sinacalia H. Rob. & Brettell (3 spp.)
    50. Syneilesis Maxim. (7 spp.)
    51. Chersodoma Phil. (12 spp.)
    52. Dolichoglottis B. Nord. (2 spp.)
    53. Acrisione B. Nord. (2 spp.)
    54. Centropappus Hook. fil. (1 sp.)
    55. Bedfordia DC. (3 spp.)
    56. Brachyglottis J. R. Forst.& G. Forst. (35 spp.)
    57. Lordhowea B. Nord. (4 spp.)
    58. Haastia Hook. fil. (3 spp.)
    59. Papuacalia Veldkamp (17 spp.)
    60. Brachionostylum Mattf. (1 sp.)
    61. Traversia Hook. fil. (1 sp.)
    62. Capelio B. Nord. (3 spp.)
    63. Caputia B. Nord. & Pelser (5 spp.)

  3. Subtribus Othonninae Less.
    1. Gymnodiscus Less. (2 spp.)
    2. Othonna L. (96 spp.)
    3. Crassothonna B. Nord. (14 spp.)
    4. Euryops (Cass.) Cass. (102 spp.)
    5. Hertia Neck. (9 spp.)
    6. Lopholaena DC. (18 spp.)
    7. Stenops B. Nord. (2 spp.)
    8. Oligothrix DC. (1 sp.)

  4. Subtribus Senecioniinae Dumort.
    1. Dauresia B. Nord. & Pelser (2 spp.)
    2. Cissampelopsis (DC.) Miq. (12 spp.)
    3. Synotis (C. B. Clarke) C. Jeffrey & Y. L. Chen (65 spp.)
    4. Senecio L. (1446 spp.)
    5. Hasteola Raf. (3 spp.)
    6. Aetheolaena Cass. (20 spp.)
    7. Culcitium Humb. & Bonpl. (5 spp.)
    8. Lasiocephalus Willd. ex Schltdl. (4 spp.)
    9. Iocenes B. Nord. (1 sp.)
    10. Chaetacalia Pruski (1 sp.)
    11. Haplosticha Phil. (3 spp.)
    12. Robinsonia DC. (8 spp.)
    13. Scapisenecio Schmidt-Leb. (5 spp.)
    14. Erechtites Raf. (28 spp.)
    15. Cadiscus E. Mey. ex DC. (1 sp.)
    16. Crassocephalum Moench (25 spp.)
    17. Arrhenechthites Mattf. (6 spp.)
    18. Dendrocacalia (Nakai) Nakai (1 sp.)
    19. Io B. Nord. (1 sp.)
    20. Austrosynotis C. Jeffrey (1 sp.)
    21. Mikaniopsis Milne-Redh. (15 spp.)
    22. Phaneroglossa B. Nord. (1 sp.)
    23. Oresbia Cron & B. Nord. (1 sp.)
    24. Dendrosenecio (Hauman ex Hedberg) B. Nord. (12 spp.)
    25. Adenostyles Cass. (5 spp.)
    26. Dolichorrhiza (Pojark.) Galushko (4 spp.)
    27. Caucasalia B. Nord. (4 spp.)
    28. Iranecio B. Nord. (4 spp.)
    29. Turanecio Hamzaoglu (12 spp.)
    30. Pojarkovia Askerova (1 sp.)
    31. Curio P. V. Heath (21 spp.)
    32. Delairea Lem. (2 spp.)
    33. Gynura Cass. (53 spp.)
    34. Solanecio Sch. Bip. ex Walp. (17 spp.)
    35. Kleinia Mill. (55 spp.)
    36. Steirodiscus Less. (6 spp.)
    37. Lamprocephalus B. Nord. (1 sp.)
    38. Cineraria L. (49 spp.)
    39. Mesogramma DC. (1 sp.)
    40. Bolandia Cron (5 spp.)
    41. Bertilia Cron (1 sp.)
    42. Stilpnogyne DC. (1 sp.)
    43. Pladaroxylon (Endl.) Hook. fil. (1 sp.)
    44. Lachanodes DC. (1 sp.)
    45. Pericallis Webb & Berthel. (16 spp.)
    46. Emilia Cass. (124 spp.)
    47. Psednotrichia Hiern (3 spp.)
    48. Packera Á. Löve & D. Löve (76 spp.)
    49. Bethencourtia Choisy (3 spp.)
    50. Jacobaea Mill. (64 spp.)
    51. Monticalia C. Jeffrey (81 spp.)
    52. Faujasia Cass. (4 spp.)
    53. Eriotrix Cass. (2 spp.)
    54. Faujasiopsis C. Jeffrey (3 spp.)
    55. Parafaujasia C. Jeffrey (2 spp.)
    56. Hubertia Bory (24 spp.)
    57. Humbertacalia C. Jeffrey (9 spp.)
    58. Pentacalia Cass. (164 spp.)
    59. Dresslerothamnus H. Rob. (5 spp.)
    60. Ortizacalia Pruski (1 sp.)
    61. Scrobicaria Cass. (3 spp.)
    62. Lomanthus B. Nord. & Pelser (21 spp.)
    63. Misbrookea Funk (1 sp.)
    64. Werneria Kunth (29 spp.)
    65. Anticona E. Linares, J. Campos & A. Galán (1 sp.)
    66. Xenophyllum Funk (23 spp.)
    67. Arbelaezaster Cuatrec. (1 sp.)
    68. Caxamarca M. O. Dillon & A. Sagást. (2 spp.)
    69. Cabreriella Cuatrec. (2 spp.)
    70. Dorobaea Cass. (3 spp.)
    71. Garcibarrigoa Cuatrec. (2 spp.)
    72. Pseudogynoxys (Greenm.) Cabrera (16 spp.)
    73. Talamancalia H. Rob. & Cuatrec. (2 spp.)
    74. Charadranaetes Janovec & H. Rob. (1 sp.)
    75. Jessea H. Rob. & Cuatrec. (4 spp.)
    76. Graphistylis B. Nord. (9 spp.)
    77. Dendrophorbium (Cuatrec.) C. Jeffrey (84 spp.)
    78. Herodotia Urb. & Ekman (1 sp.)
    79. Mattfeldia Urb. (1 sp.)
    80. Zemisia B. Nord. (2 spp.)
    81. Ekmaniopappus Borhidi (1 sp.)
    82. Nesampelos B. Nord. (3 spp.)
    83. Elekmania B. Nord. (9 spp.)
    84. Leonis B. Nord. (1 sp.)
    85. Antillanthus B. Nord. (17 spp.)
    86. Herreranthus B. Nord. (1 sp.)
    87. Lundinia B. Nord. (1 sp.)
    88. Jacmaia B. Nord. (1 sp.)
    89. Odontocline B. Nord. (6 spp.)
    90. Ignurbia B. Nord. (1 sp.)
    91. Oldfeltia B. Nord. & Lundin (1 sp.)
    92. Shafera Greenm. (1 sp.)